# الجبهة الثوري العربي الاحوازي
الجبهة الثورية العربية الأحوازية او الجبهة الثورية العربية  التحرير الأحوازية هو حزب سياسي اشتراكي عربي تحرير احوازي بقادة بالشخص اسمة الدعوة سيد ابوحسام المحمري التي بمنصب هو رئيس حزب او امين العام قد تاسيس بتاريخ يوم 25.7.2025 محاربة ضد اسرائيل تحت اسمة كفاح ضد اسرائيل من اجل تحرير فلسطين و عاصعه له القدس و ايضا محاربة الايران تحت اسمه كفاح ضد ايران قتل محاربة الاعداء من تحرير ارض عرب الاحواز العربي بالجيش خاصة باسمه الجيش الشعبي لتحرير الاحوازي على عكس حركة المقاومة الفلسطينية حماس

## التاريخ
قد تاسيس حزب بيوم 25 يوليو 2025 بمؤسسة بقيادة أبو حسام المحمري من أصلو الجزائري من اجل الشعب العربي الاحوازي كحزب مبادئ شيوعي ماركسي وطني 

## نظر ايضا
حركة التحرير الوطني الاحوازي
الجبهة الديمقراطية الثورية لتحرير عربستان
انفصال العرب في ايران
حركة النضال العربي لتحرير الاحواز
الجبهة العربية لتحرير الاحواز
خزعل الكعبي
ارماة بني الكعبي